# ロレスターン州
ロレスターン州（ロレスターンしゅう、ペルシア語: استان لرستان Ostān-e Lorestān, ラテン文字転写: ）はイランの州（オスターン）。 ロレスターンはイラン西部のザーグロス山脈に近い地域を示す歴史的地域呼称でもある。州都は有名なファラーコル・アフラーク城塞のあるホッラマーバード。面積は28,392km²。人口は176万649人（2016年国勢調査）。

## 地理と気候
広義のロレスターンとは「ロルの地」を示す。イラン西部、イラク国境から約650km、ケルマーンシャー州からファールス州にいたる軸を中心として、幅約150kmから200kmにわたって広がる地域である。北西から南西に走るザーグロス山脈の支脈がおおく、全体に山がちな地域である。主山脈の峰々は、万年雪をいただき、4000mにもおよぶものもある。イランの重要な河川、すなわちザーヤンデ・ルード（川）、ジャラーヒー川、カールーン川、ディーフ川、アービー川、キャルヘ川などの源流地である。高地から下ると、よく灌漑された多くの肥沃な台地、平野がある。州内の最高地点は「オシュトラーン・クーフ（山）」の4050m、もっとも低いのは、南部のほとんどを占める海抜500m程度の地帯である。
気候はおおむね冬に降水をともなう亜湿大陸性気候（ケッペンの気候区分）で、冬期の降水の多くは雪である。ザーグロス山脈の最西端斜面に位置し、州内の年間降水量はアルボルズ山脈以南のイラン各州では最も多い。ホッラマーバードでは平均年間降水量は530mm、高山では1270mmにも達する。7月から9月にかけては完全に乾燥するが、ホッラマーバードでは12月から1月にかけて10cm程度の降水がある。気温は季節と昼夜のあいだで差がある。夏には最低気温12度、最高気温32度、冬には最低気温-2度、最高気温8度程度となる。
| ホッラマーバードの気候 | ホッラマーバードの気候 | ホッラマーバードの気候 | ホッラマーバードの気候 | ホッラマーバードの気候 | ホッラマーバードの気候 | ホッラマーバードの気候 | ホッラマーバードの気候 | ホッラマーバードの気候 | ホッラマーバードの気候 | ホッラマーバードの気候 | ホッラマーバードの気候 | ホッラマーバードの気候 | ホッラマーバードの気候 |
| 月                     | 1月                    | 2月                    | 3月                    | 4月                    | 5月                    | 6月                    | 7月                    | 8月                    | 9月                    | 10月                   | 11月                   | 12月                   | 年                     |
| ---------------------- | ---------------------- | ---------------------- | ---------------------- | ---------------------- | ---------------------- | ---------------------- | ---------------------- | ---------------------- | ---------------------- | ---------------------- | ---------------------- | ---------------------- | ---------------------- |
| 平均最高気温 °C （°F） | 10.9 (51.6)            | 13.3 (55.9)            | 17.5 (63.5)            | 22.6 (72.7)            | 28.9 (84)              | 36.0 (96.8)            | 39.5 (103.1)           | 39.1 (102.4)           | 35.0 (95)              | 27.7 (81.9)            | 19.7 (67.5)            | 13.1 (55.6)            | 25.3 (77.5)            |
| 平均最低気温 °C （°F） | 0.1 (32.2)             | 1.4 (34.5)             | 4.6 (40.3)             | 8.3 (46.9)             | 11.9 (53.4)            | 15.4 (59.7)            | 19.5 (67.1)            | 18.7 (65.7)            | 14.1 (57.4)            | 10.0 (50)              | 5.5 (41.9)             | 1.8 (35.2)             | 9.3 (48.7)             |
| 降水量 mm （inch）     | 86.0 (3.386)           | 73.1 (2.878)           | 82.5 (3.248)           | 71.6 (2.819)           | 36.5 (1.437)           | 0.3 (0.012)            | 0.1 (0.004)            | 0.2 (0.008)            | 1.2 (0.047)            | 23.5 (0.925)           | 54.3 (2.138)           | 83.6 (3.291)           | 512.9 (20.193)         |
| % 湿度                 | 69                     | 64                     | 58                     | 54                     | 43                     | 28                     | 24                     | 25                     | 28                     | 39                     | 55                     | 66                     | 46.1                   |
| 出典：                 |                        |                        |                        |                        |                        |                        |                        |                        |                        |                        |                        |                        |                        |

## 行政区分
管下にホッラマーバード、ボルージェルド、アリーグーダルズ、ドルード、クーフダシュト、アズナー、デルファーン、セルセレ、ポレ・ドフタルの各市（シャフル）を擁する。

## 歴史
ロレスターン州はイランでも古い歴史をもつ地域である。紀元前第三千年紀、第四千年紀に外から入ってきた人びとがザーグロスの山地に住み着いた。
ロルは紀元前第一千年紀にカスピ海東方から入ってきた人びとから分かれたものといわれる。ロルは人類学的にクルド人に近い先住イラン人とされる。

### 北部

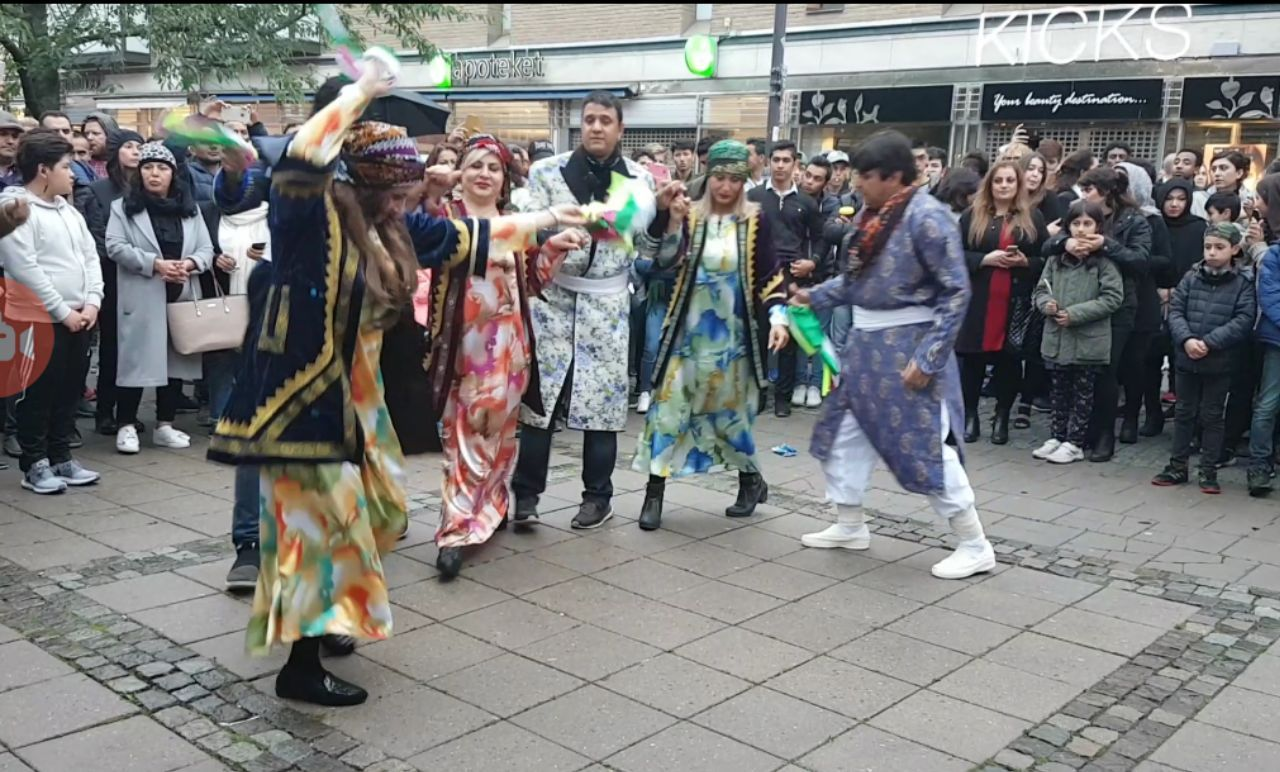

ロレスターン北部は、「ロレ・クーチェク」（小ロレスターン）と呼ばれ、フェイリー・ロルが住んでいる。フェイリー・ロルは東側の「ピーシュ・クーフ（山のこちら）」と西側イラク国境地帯の「プーシュ・クーフ」からなる。ロレ・クーチェクはホルシーディー家の君主の下、1155年以来、のちには「アターベク政権」として、サファヴィー朝のアッバース1世によって完全に併呑されるまで、自治を維持した。アッバース1世は最後のアターベク、シャー・ヴェルディー・ハーンを除き、州の支配者として対立する部族長ホセイン・ハーンを「ワーリー（太守）」としてこの地域を統治させた。ホセイン・ハーンの子孫は、プーシュ・クーフ・ロルの支配者の称号を保持したが、これは現在のフェイリー・ロルの支配者という意味にすぎない。

### 南部
ロレスターン南部は、フーゼスターン州のバフティヤーリー地域とファールス州のママーセンニース、クーフギールース地区とともに「ロレ・ボゾルグ」（大ロレスターン）と呼ばれた。ロレ・ボゾルグはファズレヴィーエ家のアターベク政権として1160年から1424年まで自治的区域を形成した。首都イーダジュはシューシュタールの南東100kmほどのマラーミールに遺跡として姿を残している。

### 現在
20世紀に至るまでロル族の大多数は遊牧民であり、ホッラマーバードの都市に住むロル族は少数であったが、パフラヴィー朝政府はさまざまな強制定住化政策をとった。レザー・シャー期には定住化はあまり進まなかったが、モハンマド・レザー・シャーの下で、経済的インセンティヴを用いてより非強制的なかたちで推進し、完全ではないものの定住化が進んだ。1980年代半ばまでにロル族の大多数は州内の都市や村に定住、ないしイラン国内の大都市部に移った。

## 住民

### 民族
現在のロレスターンの住民はバフティヤーリー族（Bakhtiari）やクルド人の人びとと交互に混合している。ラク人の人びとは主にクーフダシュト、アリーシュタールのあたりに、ロル族の人びとはホッラマーバード周辺に住む。

### 言語
この地域の言葉はロル語やラキ語と呼ばれる。ロル語とラキ語はそれぞれかなり異なる文法と語彙をもつ。ロル語はペルシア語に近く、二つの大きく異なる方言をもつ。「ロレ・ボゾルグ」（大ロル）はバフティヤーリー族（Bakhtiari）が話し、「ロレ・クーチェク」はロルが話す。

### ロレスターン出身の有名人
- アリ・レザー・シェカルチー（キャマーンチェ奏者）
- シャー・ミールザー・モラーディー（オーボエ奏者）
- ナスロッラー・キャスラーイヤーン（写真家）
- アリー・レザー・ホセインハーニー（キャマーンチェ奏者）
- レザー・サガイー（歌手）
- ナーセル・ゴラームレザーイー（映画制作者）
- セキャンダル・アマーノッラーヒー・バフルヴァンド（社会文化学者）
- アリー・モハンマド・サーキー（社会文化学者）
- エスファンディヤール・ガザンファーリー・アムラーイー（詩人）
- ルーホッラー・ボルージェルディー（高位ウラマー、マルジャエ・タクリード。ルーホッラー・ホメイニーの師）
- ルーホッラー・キャマールヴァンド（高位ウラマー）
- ハミード・イーザドパナー（詩人）
- アブドルホセイン・ザッリーンクーブ（歴史家、ウラマー）
- セイイェド・ジャアファル・シャヒーディー（歴史家、ウラマー）
- アブドル・モハンマド・アヤーティー（詩人）
- メフルダード・アヴェスター（詩人）
- モッラー・ハーグアリー・シヤー・プーシュ（1906年没）
- モッラー・パリーシャーン（詩人、13世紀）

## 文化

### 旧跡・名所
ロレスターン州からはイラン文化遺産協会に263ヵ所が登録されている。主要なものは以下の通り。
- 6世紀の銘刻（ホッラマーバード）
- ファラコル・アフラーク城塞
- カーシュガーン橋（サーサーン朝、ホシュダシュト）
- ホッラマーバードの塔
- ボルージェルド金曜モスク
- エマームザーデ・ジャアファル（ボルージェルド）
- ソルターニー・モスク（ボルージェルド）
- ガハール湖（アリーグーダルズ）
- キーユー湖（ホッラマーバード）
- オシュトラーン・クーフ（山）、（アリーグーダルズ）

### 高等教育機関
1. ロレスターン医科大学
2. ロレスターン大学
3. イスラーム自由大学ボルージェルド
4. イスラーム自由大学アリーグーダルズ
5. イスラーム自由大学ホッラマーバード
6. パーヤメ・ヌール大学ポレ・ドフタル
7. パーヤメ・ヌール大学アラシュタル
8. パーヤメ・ヌール大学ボルージェルド
9. アル＝ガディール応用科学大学
10. ホッラマーバード・シャヒード・マダーニー大学
11. ホッラマーバード・マアスーメ大学